# Københavns frihavn (dokumentarfilm)
|  | Denne artikel er oprettet af botten Steenthbot ud fra en ekstern database. Den kan derfor have sproglige fejl eller mangler. Denne skabelon kan fjernes efter kontrol af indholdet. |

Københavns frihavn er en dansk dokumentarisk optagelse.

## Handling
Optagelser fra Frihavnsområdet. Arbejdet med at losse VW-rugbrød af fragtskibet Bremer Flagge. De store kraner i arbejde. Områdets gamle bygninger, bl.a. den smukke udstillingsbygning, og de mange fragtskibe i havnen. Lastbiler fyldes med korn fra de store siloer. Frihavnen er en travl arbejdsplads.